# منذ زمن داروين
منذ زمن داروين هو كتاب لستيفن جاي غولد عالم الأحياء القديمة من جامعة هارفارد نَشره عام 1977، وهو المجلّد الأول من مجموعة مقالاته التي اقتطفت من عموده الشهري «منظور الحياة» (The View of Life) في دورية التاريخ الطبيعي (Natural History).
يقول إيان تاترسون أحد كتاب دورية التاريخ الطبيعي: «إنّ ستيفن جاي غولد غنيّ عن التعريف بالنسبة لقرّاء دورية التاريخ الطبيعي. ومن خلال عموده منظور الحياة الذي كان ركيزةً للدورية، بدأ في يناير 1974 بأولى مقالاته تحت عنوان «حجم وشكل» وانتهاءً بمقاله الأخير تحت عنوان «لقد هبطت» في ديسمبر 2000/يناير 2001.»
شجّع إيدوين باربر (الذي كان مدير التحرير في مؤسسة W. W. Norton للنشر) غولد على إعداد هذا المجلّد، كما أنه فوّضه لكتابة مجلّد «مغالطة قياس الرّجُل» بعد ثلاث سنوات من إتمام تجميع غولد 33 مقالة من كتاباته في دورية التاريخ الطبيعي بمجلّد «منذ زمن داروين».
أصبحت مجموعة المقالات المكتوبة بين عامي 1973 – 1977 الأفضل مبيعًا وارتقت بكاتبها غولد إلى الظهور على المستوى الوطني.
يحتوي المجلّد على أولى مقالات غولد المنشورة بعنوان «حجم وشكل» والتي تتناول الحقيقة الملموسة أن الأشياء عندما تنمو، فإن حجومها تزداد بشكل أسرع من مساحات سطوحها (من خلال مكعّب ومربّع البعد الخطّي للجسم على التوالي). ومنذ أن الكائنات الحية هي عبارة عن أشياء ملموسة، فإن لذلك انعكاس على تصميمها. إذ يجب على العضويات الأكبر حجمًا أن تملك معالم عالية التعقيد مثل الأسناخ في الرئتين أو الزغابات في الأمعاء الدقيقة، لأن الامتصاص الأوكسجين والمغذّيات يأخذ حيزًّا من السطح ثنائي البعد. أمّا الحشرات لصغر حجمها، بإمكانها بشكل فاعل استخدام ثقوب بسيطة موجودة على هيكلها الخارجي لتزويدها بالهواء. وبما أن السطح الحاوي على الثقوب لا يتوازى ازدياده مع ازدياد الحجم بتزايد السعة الواجب بقاؤها مزودة بالأوكسجين، فإن ميزة التصميم هذه تضع حدًّا أقصى لحجم للحشرات.